# Становништво Њемачке
Демографију Њемачке прати Савезни статистички завод Њемачке (њем. Statistisches Bundesamt). Према подацима од 31. децембра 2015. године у Њемачкој живи 82.175.700 становника, што је чини шеснаестом најнасељенијом земљом на свијету. Укупна стопа наталитета у истој години је била 1,5 (максимална вриједност од 1982. године).
Фонд за становништва Уједињених нација наводи Њемачку као земљу послије САД с највећим бројем миграната. Више од 16 милиона људи су имигранти прве и друге генерације. 96,1% њих живи у западној Њемачкој и Берлину. Око 7.000.000 њих су странци, јер немају њемачко држављанство. Највећа етничка група људи који нису њемачког поријекла су Турци. Од 1960-их, Западна Њемачка је и касније уједињена Њемачка привлачи имигранте, углавном из Јужне и Источне Европе, као и Турске, од којих су многи (или њихова дјеца) с временом стекли њемачко држављанство. Већина ових имиграната дошла је као привремени радници. Њемачка је такође била главна дестинација за избјеглице, они су поднијели захтјев за азил у Њемачкој, дијелом зато што њемачки устав је дуго имао клаузу којом се гарантује политички азил, као људско право, али разна ограничење током година су ограничила опсег ове клаузе.

## Покрајине
Од краја 2011. године, процијењено је да у Њемачкој живи 81,8 милиона становника, па је она најмногољуднија земља у Европској унији и 16. највећа земља у свијету по броју становника. Густина насељености је 229,4 становника по квадратном километру.
Њемачка је подијељена на шеснаест држава. Због разлике у величини и броју становника, подјела тих држава варира, посебно између градских држава (њем. Stadtstaaten) и држава с великим територијама (њем. Flächenländer).
| Савезне државе Њемачке        | Главни град | Површина (km²) | Становништво (31. 12. 2015) | Густина насељености |
| ----------------------------- | ----------- | -------------- | --------------------------- | ------------------- |
| Сјеверна Рајна-Вестфалија     | Диселдорф   | 34.110         | 17.865.516                  | 524                 |
| Баварска                      | Минхен      | 70.550         | 12.843.514                  | 182                 |
| Баден-Виртемберг              | Штутгарт    | 35.751         | 10.879.618                  | 304                 |
| Доња Саксонија                | Хановер     | 47.614         | 7.926.599                   | 167                 |
| Хесен                         | Висбаден    | 21.115         | 6.176.172                   | 293                 |
| Саксонија                     | Дрезден     | 18.420         | 4.084.851                   | 221                 |
| Рајна-Палатинат               | Мајнц       | 19.854         | 4.052.803                   | 204                 |
| Берлин                        | Берлин      | 892            | 3.670.622                   | 4.100               |
| Шлезвиг-Холштајн              | Кил         | 15.800         | 2.858.714                   | 181                 |
| Бранденбург                   | Потсдам     | 29.654         | 2.484.826                   | 83                  |
| Саксонија-Анхалт              | Магдебург   | 20.452         | 2.245.470                   | 110                 |
| Тирингија                     | Ерфурт      | 16.173         | 2.170.714                   | 134                 |
| Хамбург                       | Хамбург     | 755            | 1.787.408                   | 2.366               |
| Мекленбург-Западна Померанија | Шверин      | 23.212         | 1.612.362                   | 69                  |
| Сарланд                       | Сарбрикен   | 2.569          | 995.597                     | 388                 |
| Бремен                        | Бремен      | 419            | 671.489                     | 1.599               |
| Њемачка                       | Берлин      | 357.340        | 82.175.684                  | 230                 |

## Етничке мањине и мигрантска позадина
Савезни завод за статистику дефинише човјека с мигрантским поријеклом као све људе, који су након 1949. годину мигрирале на територију садашње Савезне Републике Њемачке, као и све стране држављане, рођене у Њемачкој, као њемачких држављане с најмање једним родитељем мигрантом или су рођени у Њемачкој као странци. Овдје приказани бројеви су засновани на овој дефиницији.
У 2010. години. године у Њемачкој живи 2,3 милиона породица са дјецом испод 18 година, у којима је барем један од родитеља имао стране коријене. Они чине 29% од укупног 8,1 милиона породице с малољетном дјецом. У поређењу са 2005. годином, када се почело с прикупљањем детаљних информација о становништву с мигрантским поријеклом удио породица миграната је за 2 процентна. У 2015. години 36% дјеце узраста до 5 година имали су мигрантску позадину.
Већина породица с мигрантским поријеклом живи у западном дијелу Њемачке. Породице с мигрантским поријеклом, чешће имају троје или више малољетне дјеце у породици, од породице, без мигрантског поријекла. У 2009. години. 3,0 милиона имиграната имало је турске коријене, 2,9 милиона има коријене у државама насљедницама Совјетског Савеза (укључујући и велики број етничких Нијемаца који причају руски), од чега 1,5 милиона има коријене у државама насљедницама Југославије и 1,5 милиона с пољским коријенима.
У 2008. години 18,4% Нијемаца било које старосне групе и 30% њемачке дјеце, имала су барем једног од родитеља који је рођен у иностранству.
Састав становништва 2016. године.
| Састав становништва                                                      | %    | Становника |
| ------------------------------------------------------------------------ | ---- | ---------- |
| Европа                                                                   | 93,1 | 76.737.000 |
| Европска унија                                                           | 90,2 | 74.372.000 |
| Нијемци (без Нијемаца из дијаспоре)                                      | 81,3 | 67.027.000 |
| Пољаци                                                                   | 3,6  | 2.850.000  |
| Италијани                                                                | 1,0  | 861.000    |
| Румуни                                                                   | 1,3  | 1.130.000  |
| Грци                                                                     | 0,5  | 443.000    |
| ЕУ остали (претежно Шпанци, Холанђани, Португалци, Аустријанци и Хрвати) | 2,5  | 2.061.000  |
| Европа остали                                                            | 2,9  | 2.365.000  |
| Руси                                                                     | 1,5  | 1.223.000  |
| остали (претежно државе бивше Југославије, без Хрватске и Словеније)     | 1,4  | 1.142.000  |
| Блиски исток/Сјеверна Африка                                             | 4,9  | 4.069.600  |
| Турци (укључујући турске Курде)                                          | 3,4  | 2.797.000  |
| Арапи                                                                    | 1,3  | 1.108.000  |
| остали (претежно Иранци)                                                 | 0,2  | 164.000    |
| Подсахарска Африка                                                       | 0,6  | 510.000    |
| Источна Азија, Јужна Азија и Југоисточна Азија                           | 1,4  | 1.119.000  |
| Вијетнамци                                                               | 0,2  | 167.000    |
| Кинези                                                                   | 0,3  | 212.000    |
| остали (претежно Индијци, Авганистанци и Пакистанци)                     | 0,9  | 795.000    |
| Америке                                                                  | 0,5  | 451.000    |
| Американци                                                               | 0,3  | 324.000    |
| Аустралија/Океанија                                                      | <0,1 | 40.000     |
| остали/недефинисани                                                      | 0,1  | 47.000     |
| укупно                                                                   | 100  | 82.973.000 |